# Liste des musées nationaux spécialisés de Finlande
Les Musées nationaux spécialisés de Finlande (finnois : Erikoismuseot) sont des musées en Finlande,,.

## Fonction
Chaque musée est dédié à un domaine particulier.
La direction des musées de Finlande a répertorié 17 musées spécialisés.

## Liste des musées
| Musée                                 | Image | Lieu       | Domaine                   | Fondation |
| ------------------------------------- | ----- | ---------- | ------------------------- | --------- |
| Musée de l'artisanat de Finlande (fi) |       | Jyväskylä  | artisanat                 | 1982      |
| Musée du design                       |       | Helsinki   | Design industriel         | 1873      |
| Musée de l'aviation de Finlande       |       | Vantaa     | Aviation                  | 1969      |
| Musée de la verrerie (fi)             |       | Riihimäki  | Verrerie                  | 1961      |
| Musée Werstas                         |       | Tampere    | Histoire sociale          | 1993      |
| Musée de l'agriculture Sarka          |       | Loimaa     | Agriculture               | 2005      |
| Musée de la photographie              |       | Helsinki   | Photographie              | 1969      |
| Musée du chemin de fer                |       | Hyvinkää   | Transport ferroviaire     | 1898      |
| Forum Marinum                         |       | Turku      | Mer, Forces navales       | 1999      |
| Musée Lusto                           |       | Punkaharju | Sylviculture              | 1994      |
| Musée de la guerre                    |       | Helsinki   | Militaire                 | 1929      |
| Musée Mobilia (fi)                    |       | Kangasala  | Automobile et circulation | 1992      |
| Musée de l'architecture finlandaise   |       | Helsinki   | Architecture              | 1956      |
| Musée de la technologie               |       | Helsinki   | Technologie               | 1969      |
| Musée Siida (fi)                      |       | Inari      | Culture laponne           | 1959      |
| Musée du sport de Finlande (fi)       |       | Helsinki   | Sport                     | 1943      |
| Musée du théâtre                      |       | Helsinki   | Théâtre                   | 1962      |